# Impossible Remixes
Impossible Remixes je remiks album australske pjevačice Kylie Minogue. Objavljen je samo u Australiji 10. kolovoza 1998. godine u izdanju diskografske kuće Mushroom Records. Na albumu su remiksi pjesama s Minogueinog šestog studijskog albuma Impossible Princess iz 1998. godine. Iako nije na remiks albumu Mixes objavljenom u Ujedinjenom Kraljevstvu, na albumu je pjesma "Breathe" objavljena u izdanju diskografske kuće TNT.

## Popis pjesama
CD 1:
1. "Too Far" (Brothers in Rhythm mix) – 10:21
2. "Breathe" (TNT Club mix) – 6:45
3. "Did It Again" (Trouser Enthusiasts' Goddess of Contortion mix) – 10:22
4. "Breathe" (Tee's Freeze mix) – 6:59
5. "Some Kind of Bliss" (Quivver mix) – 8:39

CD 2:
1. "Too Far" (Junior Vasquez mix) – 11:44
2. "Did It Again" (Razor n Go mix) – 11:21
3. "Breathe" (Sash! Club mix) – 5:20
4. "Too Far" (Brothers in Rhythm dub mix) – 8:31
5. "Breathe" (Nalin & Kane remix) – 10:11